# Алоїз Еферс
Алоїз Еферс (нім. Alois Evers; 13 березня 1893, Мюнстер — 31 березня 1965, Фрайбург) — німецький військовий медик, контрадмірал медичної служби крігсмаріне.

## Біографія
Учасник Першої світової війни, льотчик-спостерігач. Після війни вивчав медицину, в 1922 році склав державний іспит в Кільському університеті. Вступив в рейхсмаріне, з 1931 року — референт санітарного управління військово-морської станції «Нордзе» і одночасно командир гігієнічного і 1-го дивізіону 1-ї дивізії корабельних гармат Північного моря у Вільгельмсгафені. З 1936 року — корабельний лікар на лінкорі «Сілезія».
З 1937 року — головний лікар військово-морського шпиталю в Свінемюнде і, одночасно, комендант військово-морського шпиталю. З січня 1940 по березень 1941 року — командир Військово-морської медичної академії в Берліні. З квітня 1941 року — старший санітарний офіцер при командувачі-адміралі на Південному Сході, з липня 1941 по 19 серпня 1942 року —в командуванні групи ВМС «Південь». З листопада 1942 року — головний лікар військово-морського шпиталю в Штральзунді. З 8 лютого 1944 року  і до кінця війни — старший санітарний офіцер. Наприкінці війни також був начальником системи військово-морської медичної підготовки.
Після війни він взяв участь в навчанні першого курсу офіцерів-медиків у новоствореній Академії державної медицини в Гамбурзі. Еферс оселився в Гольштейні, де працював сільським лікарем. Помер від інфаркту міокарда.

## Нагороди
- Залізний хрест 2-го класу (9 червня 1916)
- Галліполійська зірка (Османська імперія; 31 грудня 1917)
- Нагрудний знак пілота-спостерігача (Пруссія) (14 січня 1918)
- Ганзейський Хрест (Гамбург; 15 травня 1918)
- Нагрудний знак «За поранення» в чорному
- Почесний хрест ветерана війни з мечами (30 січня 1935)
- Медаль «За вислугу років у Вермахті» 4-го, 3-го і 2-го класу (18 років; 2 жовтня 1936) — отримав 3 нагороди одночасно.
- Хрест Воєнних заслуг
  - 2-го класу з мечами
  - 1-го класу з мечами (20 квітня 1942)
- Почесний знак Болгарського Червоного Хреста 1-го ступеня
- Орден «За військові заслуги» (Болгарія) 3-го ступеня з військовою відзнакою (20 квітня 1942)